# John Steakley
John Steakley (né le 26 juillet 1951 - mort le 27 novembre 2010) est un écrivain américain, connu pour ses ouvrages de fantastique.  En France, il est notamment connu pour avoir écrit Vampire$ (1991), un roman d'horreur largement adapté par la suite par John Carpenter dans Vampires et avoir ainsi révolutionné le genre.  Il a passé la majeure partie de sa vie entre le Texas et Hollywood.
Aussi auteur de Armor (1984) version anglaise, honteusement jamais traduit en France.